# 釜臥山スキー場
釜臥山スキー場（かまふせやまスキーじょう、かまぶせやま-）は青森県むつ市にあるスキー場。海から2km弱しか離れていないため、真下にむつ市街地や陸奥湾と大湊基地の艦艇を見ながらの滑走を楽しめる。

## ゲレンデ
釜臥山南東麓にある七面山の山肌にゲレンデがある。プロ級コースと第1コース（上級者コース）と第2コース（初心者コース）がある。また、キッズゲレンデも新設された。第2リフトの東側にジャンプ台跡が残されている。5㎞のクロスカントリースキーのコースもある。

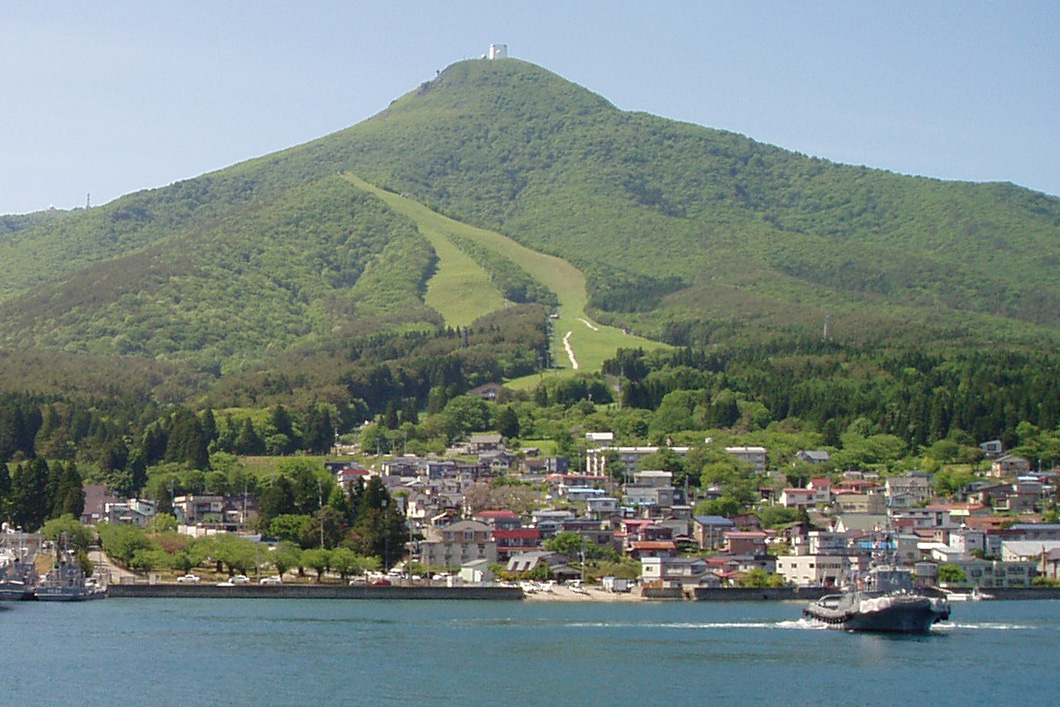
釜臥山と本スキー場
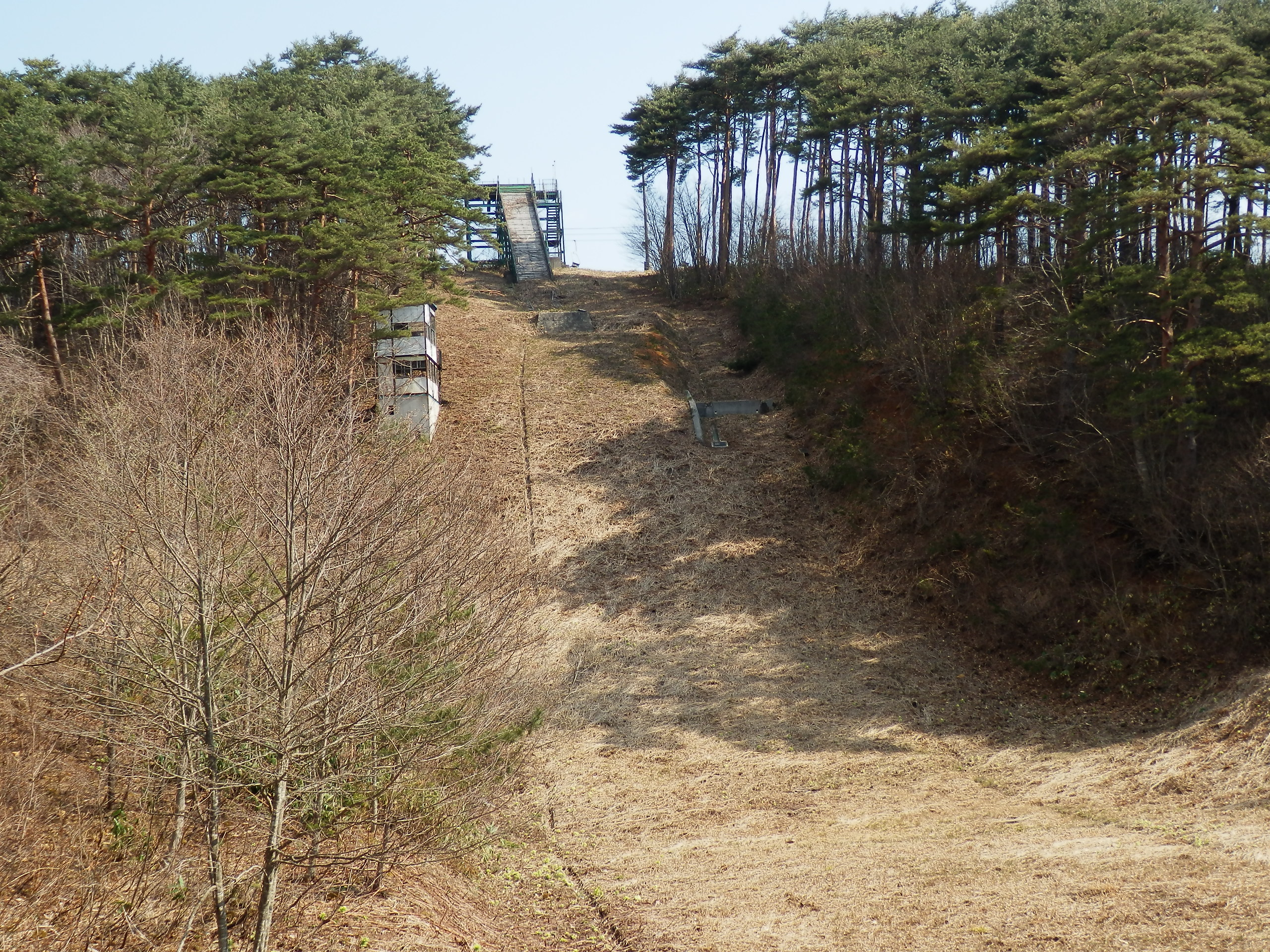
シャンツェ

## 索道
第2リフトの終点と第1リフトの起点の間が約50mを離れており、その部分は歩いて(登って)移動しなければならない。第2リフトは2004～2005シーズンまではシングルリフトであったが、翌シーズンからペアリフトに更新された。2021年には老朽化した第1リフトの更新工事が行われた。。
| 名称       | 定員 | 路線長 | 毎時輸送能力 | 備考       |
| ---------- | ---- | ------ | ------------ | ---------- |
| 第1リフト  | 1名  | 609m   | 600人        | ナイター無 |
| 第2リフト  | 2名  | 760m   | >2400人      | ナイター有 |
| ロープトウ | 1名  | >?m    | ?人          | 撤去       |

## アクセス
- 車
  - 東北自動車道 青森I.Cより国道4号、国道279号、国道338号 120km 約2時間30分
  - 八戸自動車道 八戸I.Cより国道338号 120km 約2時間30分
- バス
  - JR大湊駅よりJRバス川内方面行きに乗車、海上自衛隊前で下車。そこからしばらく坂を登る。